# Futurama: Benderovo parádní terno
Futurama: Benderovo parádní terno (v anglickém originále Futurama: Bender's Big Score) je film založený na seriálu Futurama. Byl vydán v USA 27. listopadu 2007 přímo na DVD. Film byl napsán Kenem Keelerem spolu s Davidem X. Cohenem a byl režírován Dwaynem Carey-Hillem.
Ve filmu se objevuje řada postav, které se v seriálu často jen mihly. Například: Diblíkované, Fryův pes Sam, Barbados Slim, Robosanta, "Bůh", Al Gore a Kwanzaa-bot.
Benderovo parádní terno a následující tři filmy byly předělány do podoby 5. série seriálu (každý film byl rozdělen do 4 epizod) Futurama a byly vysílány stanicí Comedy Central. Česká premiéra proběhla od 25. do 31. srpna 2010 na stanici Prima Cool.

## Obsah
Film začíná vysvětlením, proč měl Planet Express v uplynulých 2 letech zrušenou licenci (zrušila jim ji poručovací síť Box (Fox)). Profesor Farnsworth se telefonicky dozví, že ti, kteří se zrušili, byli sami vyhozeni a Planet Express je zpátky ve vzduchu (is back "on the air).
Posádka Planet Express to oslaví party, při které si Hermes omylem mečem usekne hlavu a na jeho tělo ještě spadne loď Planet Express. Je převezen do Muzea hlav, kde je jeho hlava umístěna do sklenice, zatímco se jeho tělo bude opravovat. Při této proceduře se Leela seznámí s Larsem Fillmorem, hlavovým technikem, což se Fryovi nelíbí.
Během zásilky na planetu nudistických pláží Leela zjistí, že Fry má na svých hýždích vytetovaného Bendera, což Fry sám nevěděl. Když se opalují na pláži, trio nahých scammerských mimozemšťanů z nich pod záminkou petice vyláká jejich e-mailové adresy.
Když se vrátí na Zemi, všichni dostávají stovky spamů. Každý nakonec některému podlehne a Bender je infikován virem. Scammerští mimozemšťané oklamou profesora Farnswortha a ten jim pod záminkou výhry v loterii převede vlastnictví firmy. A také se ukáže, že Bender díky viru poslouchá scammery na slovo. Během scammování celé Země odhalí scammeři tetování na Fryových hýždích, které obsahuje, jak se ukáže, binární kod pro cestování v čase bez paradoxů. I když zasáhne Diblík a varuje je, že použití tohoto kódu rozštěpí vesmír, nedbají scammeři varování a kód použijí.
Scammeři použijí Bendera (protože cesta v čase jde jen jedním směrem a on jako robot prostě na budoucnost počká), aby ukradl každý cenný předmět v historii. Hermes požádá Bendera, aby se vrátil v čase a přinesl jeho tělo z minulosti, protože muzeum bylo scammery podvedeno a oprava těla se zdržela. Profesor mezitím prozkoumal časový kód, a zjistil, že za jeho pomoci vytvořené kopie, včetně Hermesova těla, jsou odsouzeny ke zkáze.
Když Bender ukradne všechny cenné předměty, scammeři se rozhodnou zničit kód zabitím Frye a vymazáním z Benderovy paměti. Fryovi se ale podaří s jeho pomocí uniknout do minulosti, 1. ledna 2000, dne, kdy byl zmražen a Bender je vyslán zabít ho. Zatímco čeká na Frye, vytvoří Bender svůj duplikát, protože si potřebuje odskočit na toaletu. Duplikovaný Bender chytí Frye a chce ho zabít a kvůli síle dvou protichůdných příkazů se spustí jeho autodestrukční mechanizmus. Fry ho stačí zavřít do kryoboxu, než stačí vybuchnout. Fry unikne než se původní Bender stačí vrátit z toalety a Bender stráví 12 let hledáním Frye po celém světě, až ho nakonec objeví v Panucciho pizzerii a vypálí ji do základů.
Když se Bender vrátí úspěšně z mise, scammeři mu vymažou kód a poslušnostní virus. Když se členové Planet Expressu sejdou na pohřbu, Fry se najednou objeví a jak se dozvědí, přežil díky vytvoření své kopie, kterou Bender zabil, zatímco on se díky kryoboxu vrátil do budoucnosti. Diblík vymaže Fryovo tetování, aby nebylo možno ho už použít.
Po řadě schůzek se Leela a Lars rozhodnou vzít. Na svatbě je bohužel lustrem zničeno, jak profesor předpověděl, Hermesovo tělo. Lars kvůli Hermesově nehodě přeruší svatbu.
Scammeři podvedou i prezidenta Země, Richarda Nixona, čímž přinutí všechny evakuovat Zemi. Na Neptunu, Leela sestaví za pomoci Robotického Santy flotilu pro útok na Zemi. Protože si scammeři pořídili obrovskou flotilu zlatých Hvězd smrti kolem Země, atak se zdaří pouze za pomoci Hermesovy byrokratické mysli, zapojené přímo do bitevního systému. Scammeři chtějí ještě vydírat za pomoci zničujícího profesorova zařízení, které pro ně Bender ukradl, ale nakonec jsou zničeni sami, protože Bender, jakmile se dostal z jejich kontroly, zařízení ukradl zpět.
Když Fry vidí, že Leela je stále smutná, že ji Lars opustil u oltáře, pokusí se je dát zpátky dohromady. To je bohužel přerušeno vůdcem scammerů, který přežil výbuch díky speciálnímu obleku. Scammer pod pohrůžkou donutí Larse vydat mu stále existující časový kód v podobě Bendera v kryoboxu. Lars ho ale po otevření boxu povalí na zem a oba v následném výbuchu zahynou. Exploze ovšem odhalí Larsovo tetování, takže se ukáže, že jde o Fryovu kopii. Flashback vysvětlí, že Fry vypálení pizzerie Benderem přežil, ale spálil mu vlasy a hlasivky. Poté, co mu došlo že on je Lars, vrátil se v kryoboxu do budoucnosti.
Po Larsově pohřbu se Bender vrátí do minulosti aby umístil tetování Fryovi během jeho pobytu v kryoboxu. Poté, co se vrátí do budoucnosti, oznámí všem, že přivedl všechny své kopie. Obrovská armáda Benderů, kteří se díky tomu nedostanou tam, kam by měli, způsobí ovšem trhlinu ve vesmíru.

## Obsazení
| Billy West         | Philip J. Fry, John Zoidberg, Hubert J. Farnsworth, Zapp Brannigan, Lars Fillmore a další |
| Katey Sagal        | Turanga Leela                                                                             |
| John DiMaggio      | Bender Ohýbač Rodriguez, Mr. Pannuchi, Barbados Slim, Elzar a další                       |
| Phil LaMarr        | Hermes Conrad a další                                                                     |
| Lauren Tom         | Amy Wong a další                                                                          |
| Maurice LaMarche   | Kif Kroker a další                                                                        |
| Frank Welker       | Diblík a další - Al Gore osobně                                                           |
| Coolio             | Kwanzabot                                                                                 |
| Dawnn Lewis        | LaBarbara Conrad                                                                          |
| Mark Hamill        | Chanukah Zombie                                                                           |
| Sarah Silvermanová | Michelle                                                                                  |
| David Herman       | Nudar, Scruffy a další                                                                    |
| Tress MacNeilleová | Linda a další                                                                             |
| Tom Kenny          | Yancy Fry                                                                                 |